# Nuuksujärvi (insjö)
Nuuksujärvi är en sjö som ligger intill Nuuksujärvi i Pajala kommun i Norrbotten och ingår i Torneälvens huvudavrinningsområde. Sjön har en area på 1,14 kvadratkilometer och ligger 264,9 meter över havet. Nuuksujärvi ligger i Torne och Kalix älvsystem Natura 2000-område. Sjön avvattnas av vattendraget Nuuksujoki (Nuuksijoki). Vid provfiske har abborre, gädda och mört fångats i sjön.

## Delavrinningsområde
Nuuksujärvi ingår i det delavrinningsområde (751106-178026) som SMHI kallar för Utloppet av Nuuksujärvi. Medelhöjden är 279 meter över havet och ytan är 11,13 kvadratkilometer. Det finns inga avrinningsområden uppströms utan avrinningsområdet är högsta punkten. Nuuksujoki (Nuuksijoki) som avvattnar avrinningsområdet har biflödesordning 4, vilket innebär att vattnet flödar genom totalt 4 vattendrag innan det når havet efter 285 kilometer. Avrinningsområdet består mestadels av skog (75 procent). Avrinningsområdet har 1,21 kvadratkilometer vattenytor vilket ger det en sjöprocent på 10,8 procent.